# Музей анатолийских цивилизаций
Музей анатолийских цивилизаций (тур. Anadolu Medeniyetleri Müzesi, англ. Museum of Anatolian Civilizations) — музей истории и археологии в Турции, расположенный в её столице — городе Анкаре. Археологические артефакты цивилизаций, живших в Анатолии, выставлены в музее в хронологическом порядке.

## История
Музей был основан в 1921 году, в последующие годы быстро расширился под влиянием Кемаля Ататюрка, первого президента Турции, который хотел создать в Анкаре хеттский музей, и способствовал приобретению для музея новых зданий, а также тому, что в музей поступило множество экспонатов из окрестных районов, где сохранились остатки древних хеттских городов. Музей также наполнялся экспонатами других древних цивилизаций, которые были обнаружены на территории Турции.
В настоящее время музей содержит коллекции времен неолита, бронзового века, цивилизаций Ассирии и Урарту, хеттов и фригийцев, Древней Греции и Древнего Рима, Византийской империи, Оттоманской империи.

## Здание
Музей состоит из двух исторических зданий османского периода. Это Махмутпаша Бедестен и Куршунлу Хан.

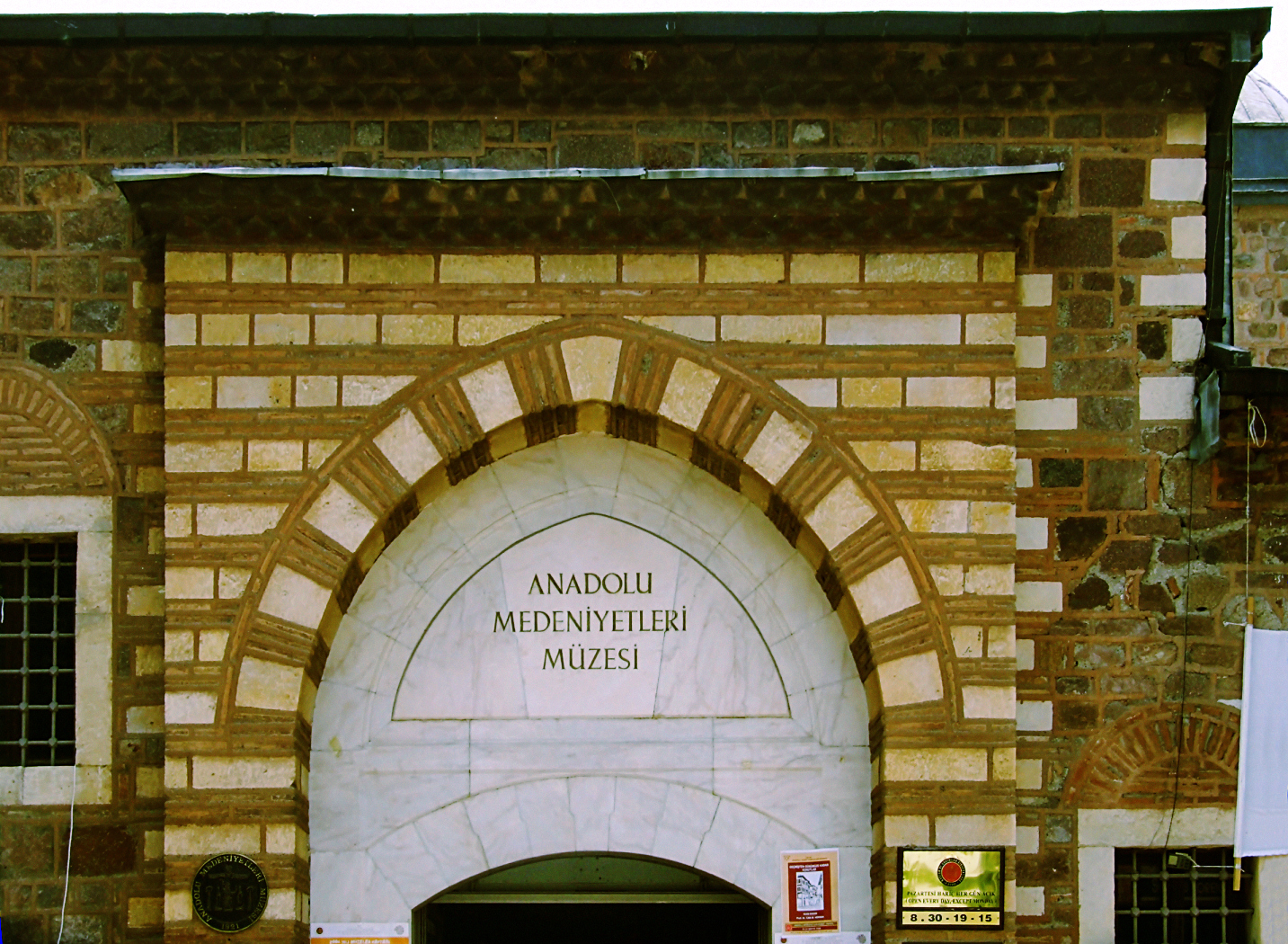
Входные ворота музея
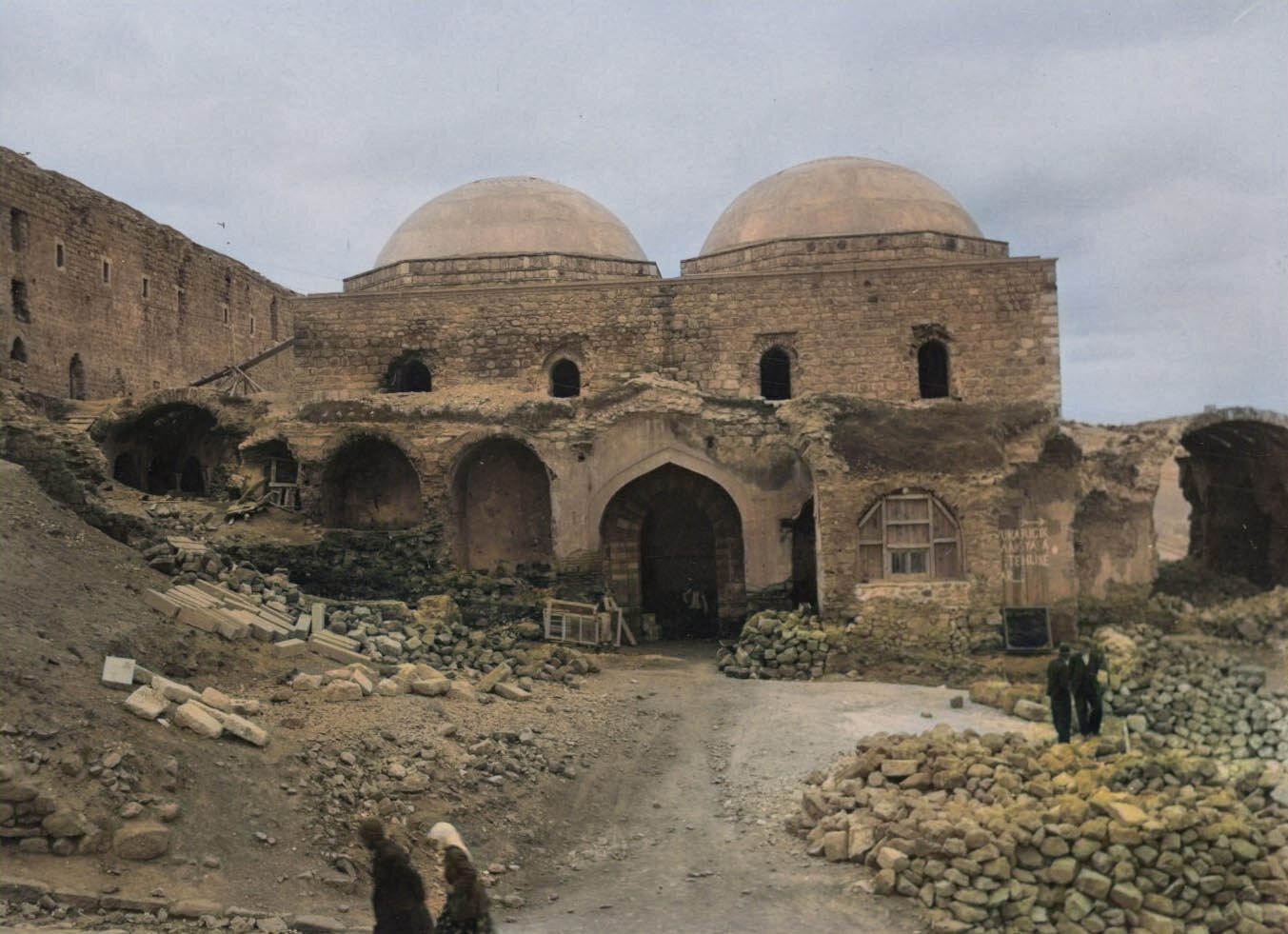
Куршунлу Хан (Махмут Паша Бедестен) здание до реставрации.
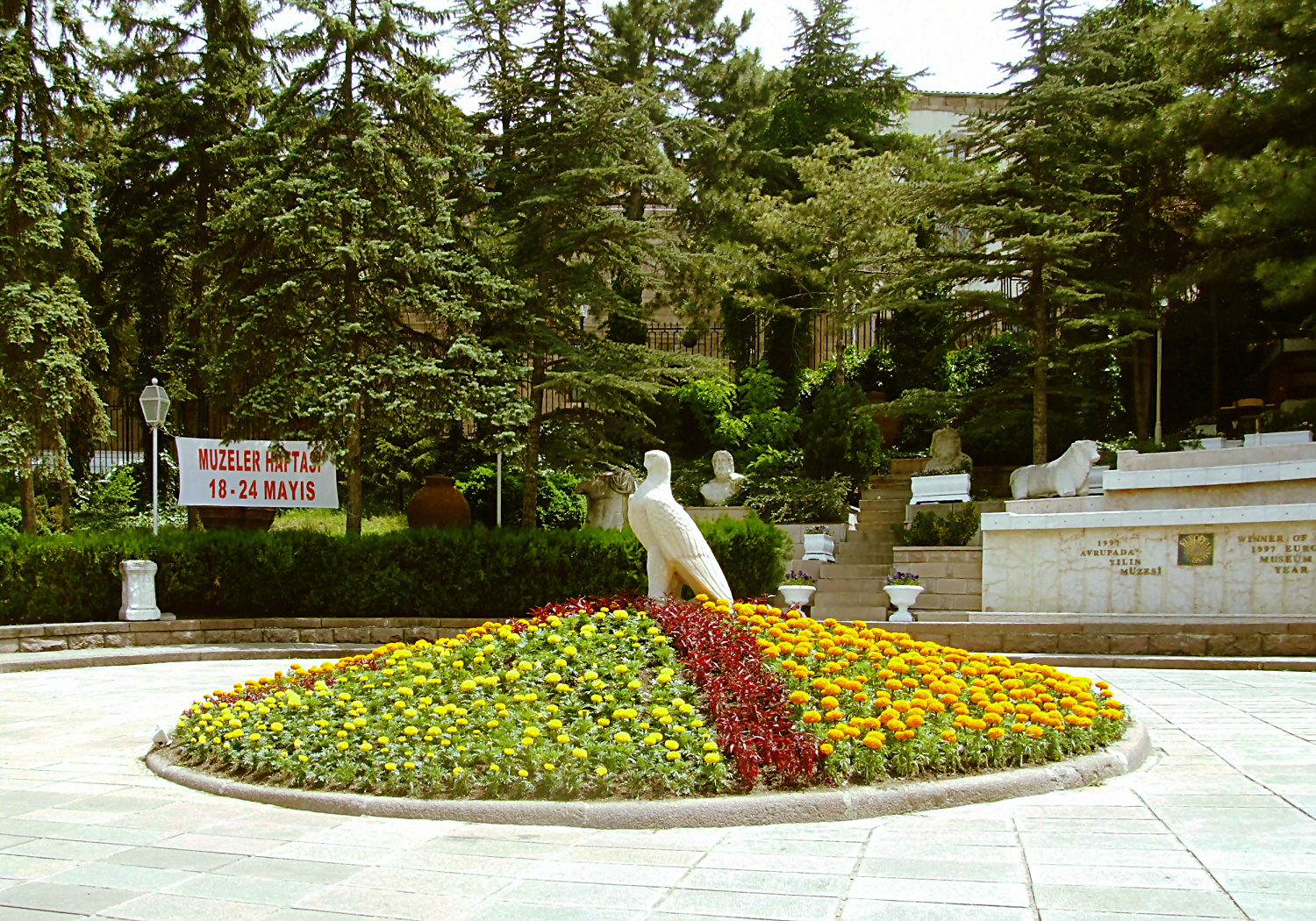
Двор музея

## Руководители

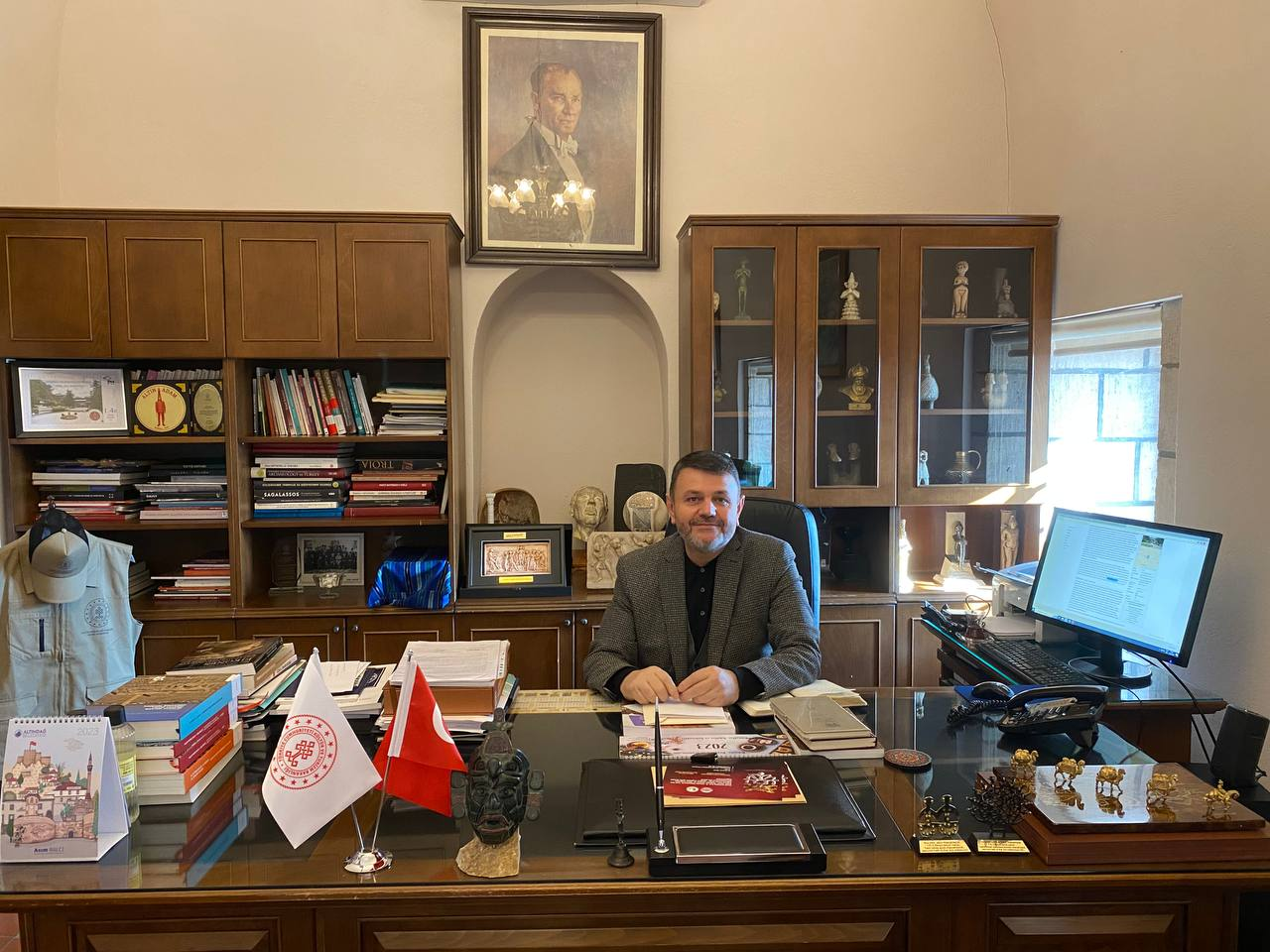
Юсуф Кырач в своём кабинете в Музее

В 2023 году директором музея является Юсуф Кырач.

## Награды
Музей анатолийских цивилизаций удостоился награды «Европейский музей года» в 1997 году.

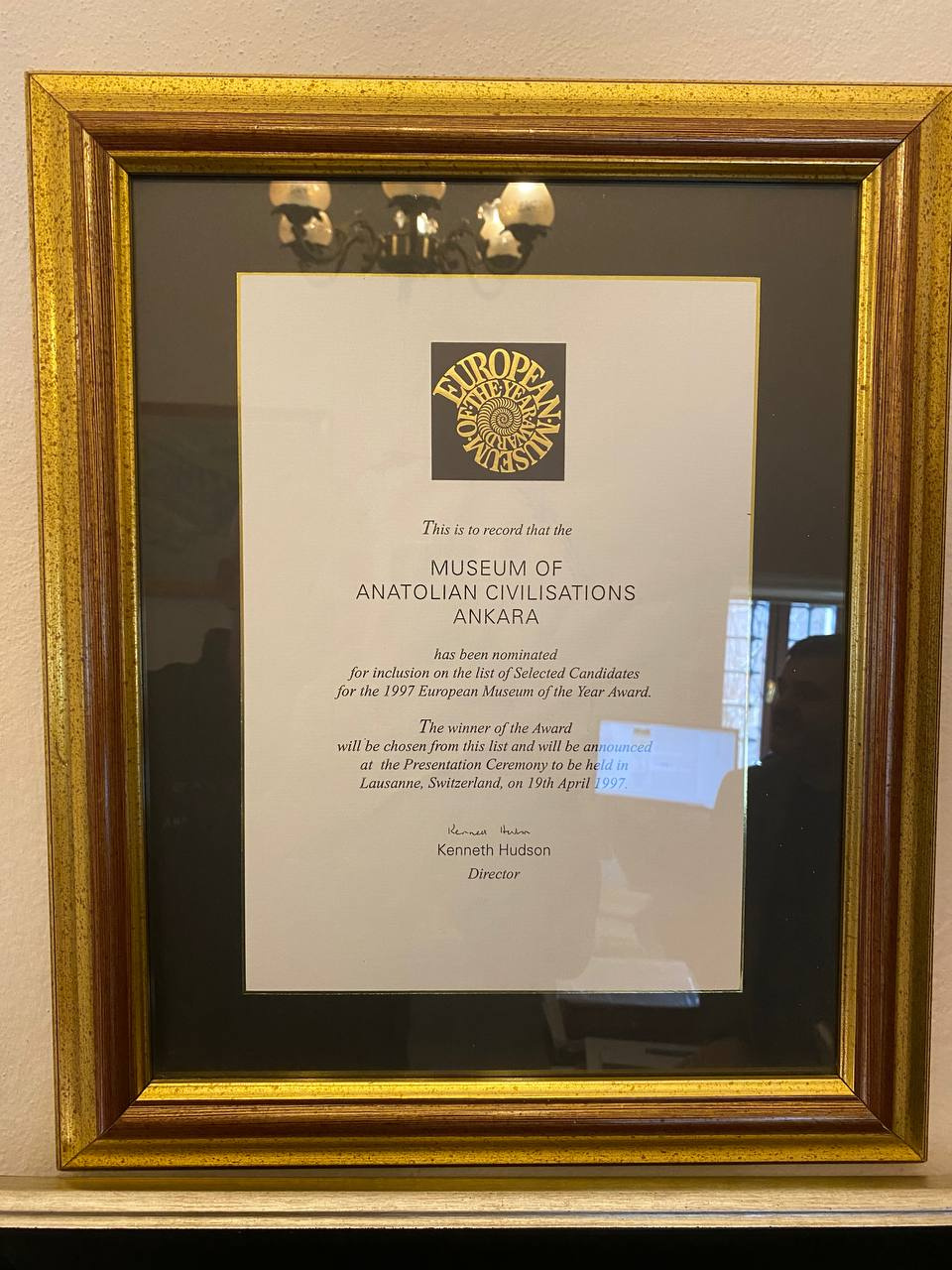
Награда «Европейский музей года» в 1997 году
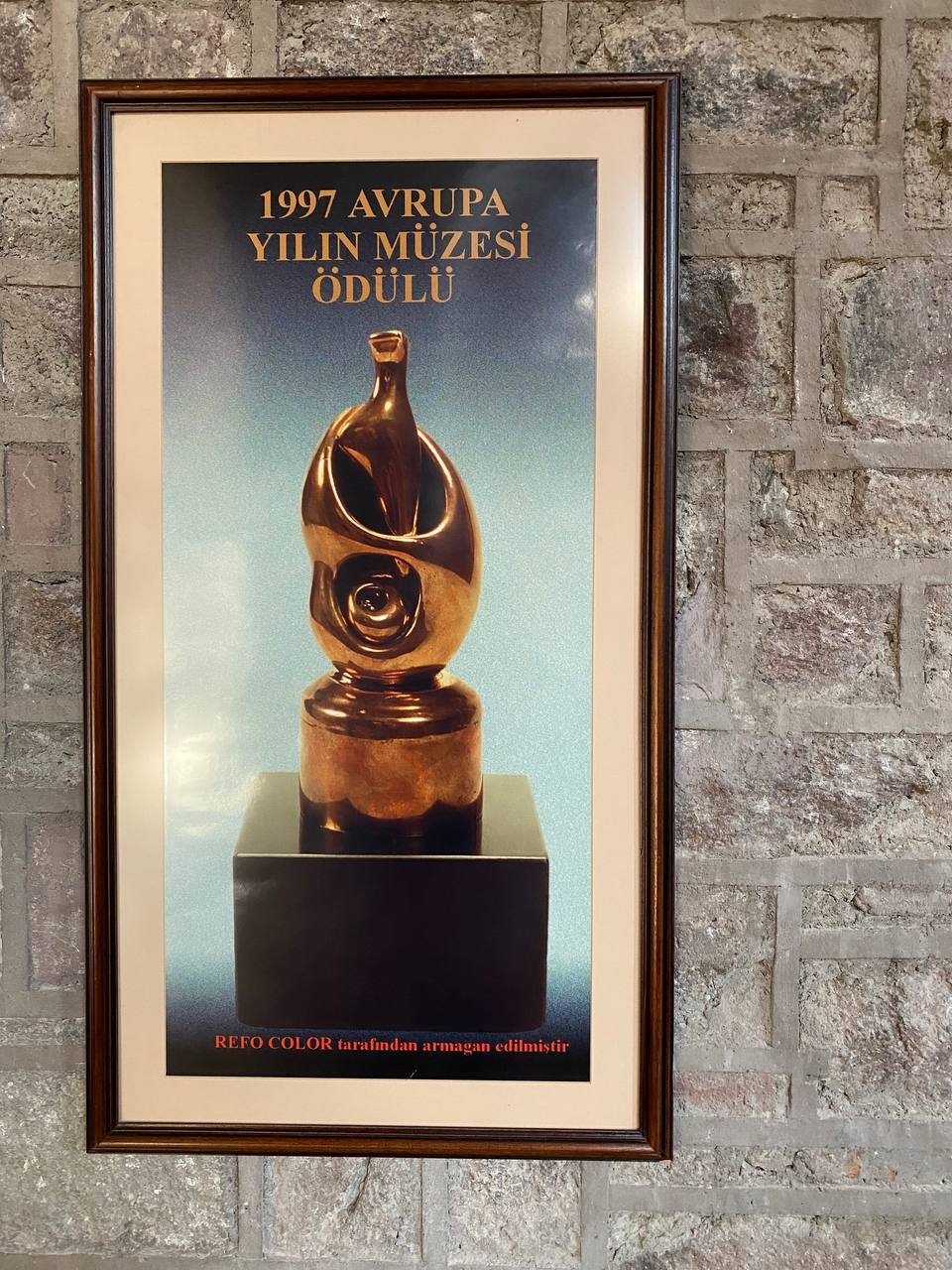
Награда «Европейский музей года» в 1997 году